# Szabołowskaja
Szabołowskaja (ros. Шаболовская) – stacja moskiewskiego metra linii Kałużsko-Ryskiej (kod 099), nazwana od pobliskiej ulicy Szabołowskiej. 

## Wystrój
Mimo budowy stacji wraz z całą linią w latach 60. otwarcie przypadło dopiero na 1980 rok. Z tego powodu nie przypomina wystrojem pozostałych stacji dekorowanych w latach 60. i 70. Motywem przewodnim jest eksploracja kosmosu, radio i telewizja. Na końcu peronu znajduje się podświetlany witraż przedstawiający wieżę radiową Szuchowa (Шуховская башня). Kolumny obłożone są jasnym marmurem, ściany pokrywa karbowane aluminium, a podłogi szary granity.